# Різновиди сирів
А Б В Г Ґ Д Е Ж З І К Л М Н О П Р С Т У Ф Х Ц Ч Ш Я

## А
- Адигейський — м'який сир із сироватки з кисломолочним смаком і рихлою консистенцією.
- Альметте — свіжий (схожий на домашній сир) німецький сир з добавками — зеленню, часником.
- Альтенбургер — німецький м'який сир
- Альпідамер — австрійський напівтвердий сир з досить великими дірочками.
- Альпінланд — австрійський напівтвердий сир у жовтій воскової оболонці, з ніжним смаком.
- Альпцірлер — австрійський напівтвердий сир з червоною скоринкою.
- Амадеус — австрійський напівтвердий сир яскраво-жовтого кольору в білій оболонці з рельєфним зображенням хреста.
- Анарі — сир з молочної сироватки, що виготовляється на Кіпрі.
- Анфотирос — грецький сухий непастеризований сир, який виготовляється з овечого молока.
- Аперіфре — свіжий, схожий на домашній сир, який виготовляють у вигляді маленьких кружалів, які зручно наколювати шпажкою. Аперіфе подають до напоїв-аперитив.
- Аседа — шведський твердий сир.
- Атлет — естонський твердий сир з кислуватим смаком.
- Аура[en] — фінський блакитний сир.

## Б

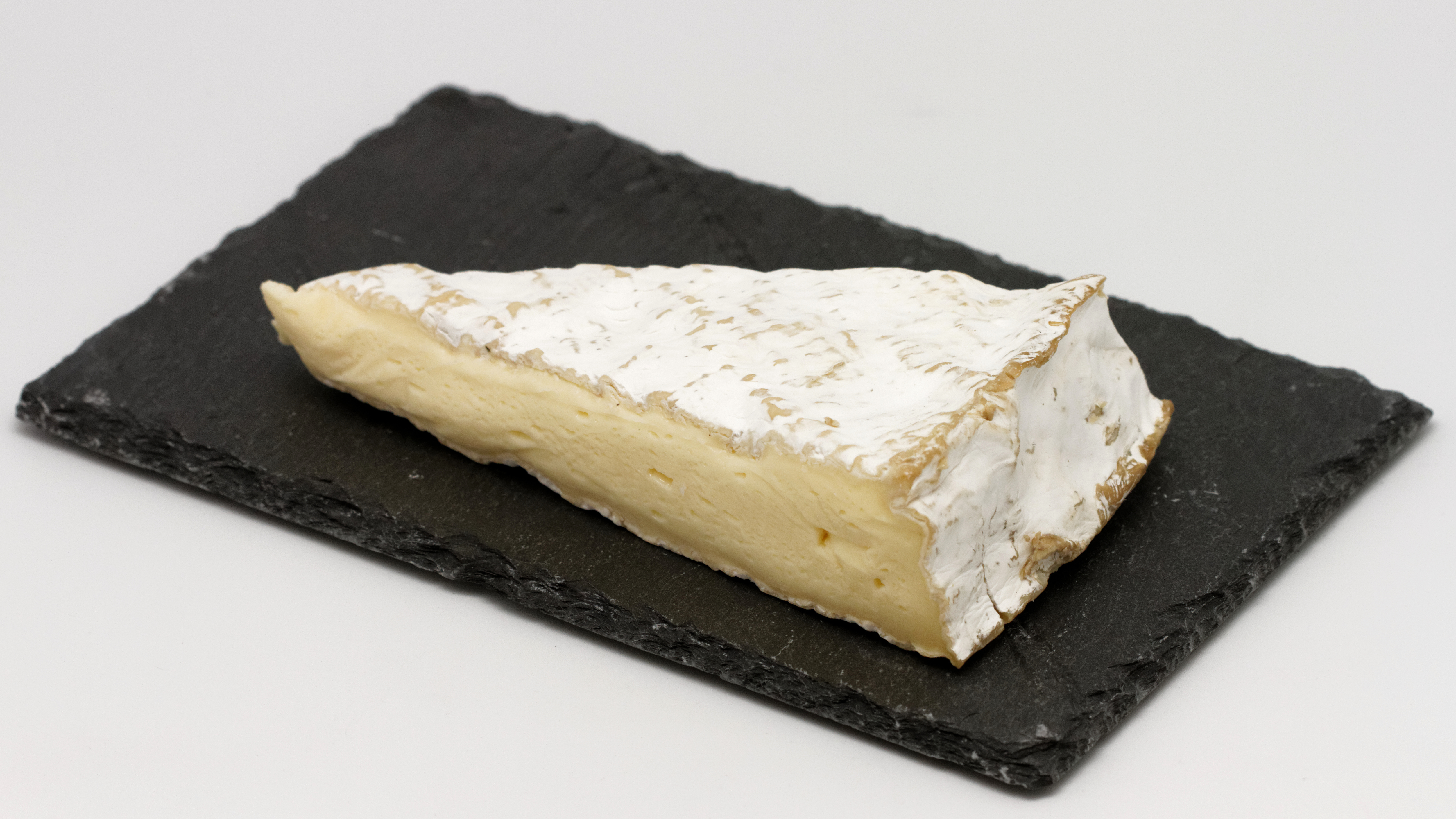
Брі

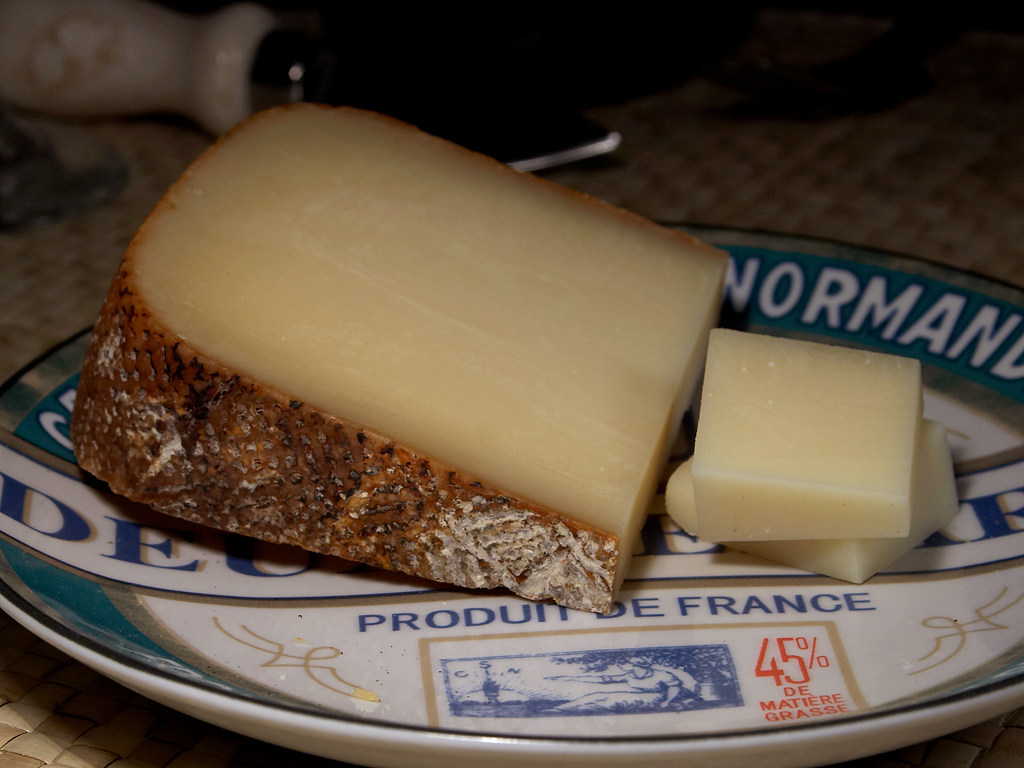
Белок

- Багет (La Baguette) — французький м'який сир, винайдений протягом Другої світової війни. Вершковий і багатий на смак та аромат. Зазвичай намазується на хліб.
- Бакштейн — м'який сир з коров'ячого молока з характерним ароматом, винайдений в Бельгії, зараз особливо популярний у Німеччині та Австрії. В перекладі з німецької — «цегла».
- Балтіос — литовський твердий сир.
- Банон — круглий м'який французький козячий сир невеликих розмірів, його продають обов'язково загорнутим в каштанове листя. Легенда свідчить, що римський імператор Антонін Пій (86-161) нібито так захопився цим сиром, що помер від нетравлення шлунку, одного разу з'ївши його занадто багато.
- Белок — овечий сир з Франції, рецепт якого винайшли ченці-бенедиктинці в XIX столітті. Має характерний гострий смак. Французи кажуть, що він віддає одночасно паленим цукром і довго вареним м'ясним рагу.
- Бетмаль — французький пресований сир з коров'ячого молока.
- Бле-де-Жекс — французький блакитний сир з коров'ячого молока.
- Бле-де-Кос — французький сир (з пліснявою) з коров'ячого молока від різних порід, «рокфор з коров'ячого молока».
- Блю — французький «блакитний сир» (з пліснявою) з коров'ячого молока від різних порід. Найдорожчий сорт сиру у Великій Британії.
- Блю Готланд — твердий сир з коров'ячого молока, який виробляють на найбільшому острові Швеції Готланді. Завжди упакований в темно-блакитну оболонку.
- Бональпі — напівтвердий австрійський сир.
- Бофор — один з найблагородніших і найвідоміших французьких твердих сирів з коров'ячого молока. Кружаль цього сиру (важить від 20 до 70 кг) легко відрізнити, він завжди має увігнуті краї (при дозріванні на його боки надягають спеціальний обруч).
- Брен д'Амур — овечий сир з Корсики, назва перекладається як «трохи любові». Його скоринка, під якою ніжна м'якоть, обсипана травами — чабером, розмарином і ялівцем.
- Бринза — сир з овечого молока, інколи з суміші овечого молока з козячим, витриманий в ропі.
- Брі — французький сир, м'який, з пікантним смаком, вкритий скоринкою зі світлої цвілі, завжди невеликого розміру.
- Броччіо — національний сир жителів Корсики з овечого молока. Має форму сплюсненої кулі, вкритої кремовою скоринкою з пліснявою.
- Бруност — м'який сорт сиру, який виготовляється в Скандинавських країнах, зокрема Норвегії. Має коричневий колір і солодкавий смак.
- Брюссель — традиційний м'який бельгійський сир зі знежиреного коров'ячого молока із сильним ароматом і насиченим смаком.
- Будз — свіжий овечий, коров'ячий, козячий сичужний сир (або сир зі суміші овечого молока з коров'ячим)
- Булет д'Авен — французький сир у формі конуса білого або червонуватого кольору.
- Бьоле — французький «блакитний сир» (з пліснявою) з коров'ячого молока, з гострим солонуватим смаком.

## В

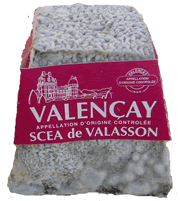
Валансе.

- Валансе — французький козячий сир у формі піраміди, що обсипана деревною золою.
- Вальмонт — французький «блакитний сир» (з цвіллю) з коров'ячого молока, з гострим солонуватим смаком.
- Вершковий сир — м'який, солодкий, з помірно вираженим смаком сир з молока і вершків.
- Вурда — варений сир, який виготовляють з сироватки.

## Г

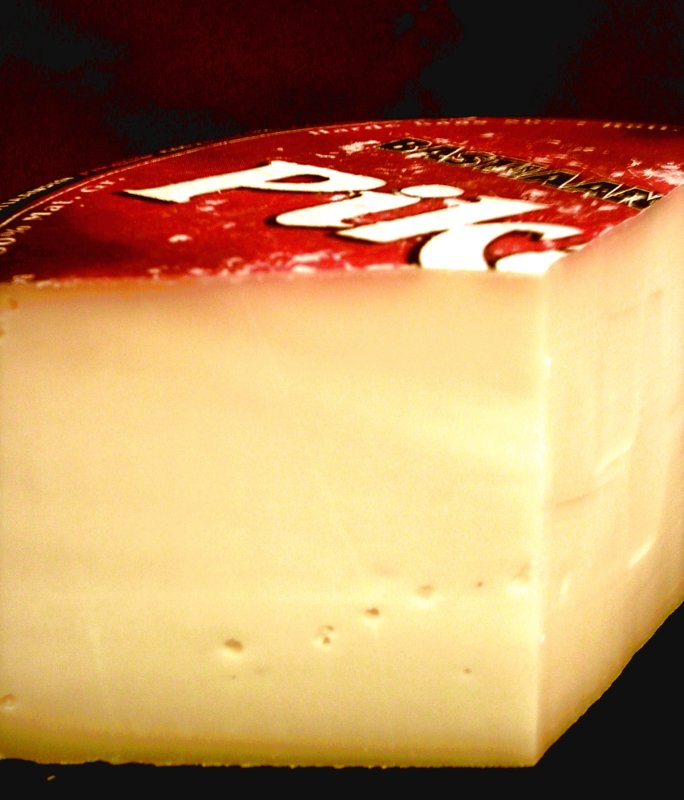
Гауда.

- Гауда — нідерландський твердий сир з коров'ячого молока, у формі бруска. Найпоширеніший сир у світі.
- Германтас — литовський твердий сир.
- Голландський — твердий сир з легким гострим смаком.
- Грана — італійська назва пармезану, що походить від зовнішнього вигляду натертого сиру — гранул.
- Гудбрандсдалсост — напівтвердий сир, коричневий норвезький сир, сорт бруноста.

## Ґ

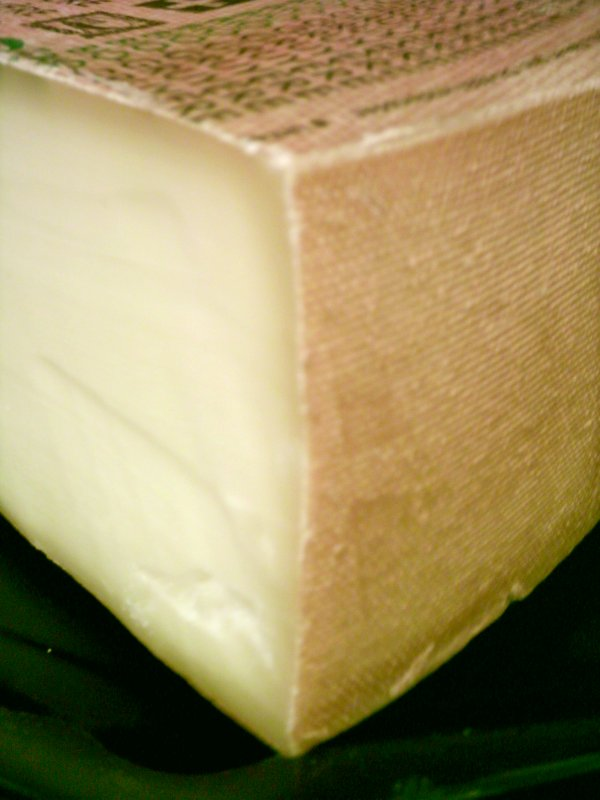
Ґрюер.

- Ґорґонцола — італійський блакитний сир (з цвіллю) з коров'ячого молока. Він може бути двох видів: натуральний (гірський) і солодкий. У гірського сиру дуже сильний аромат і гострий, глибокий смак.
- Ґрюер — швейцарський твердий сир у вигляді величезних голів з темною скоринкою.

## Д
- Дамталлер — голландський твердий сир.
- Данаблю — твердий сир з Данії.
- Данбо — напівтвердий сир з Данії.
- Дваро — литовський твердий сир.
- Домашній сир — сир із зернистою консистенцією і кислувато-солоним смаком.
- Дуо — плавлений німецький листковий сир з прошарками горіхів або лосося.

## Е

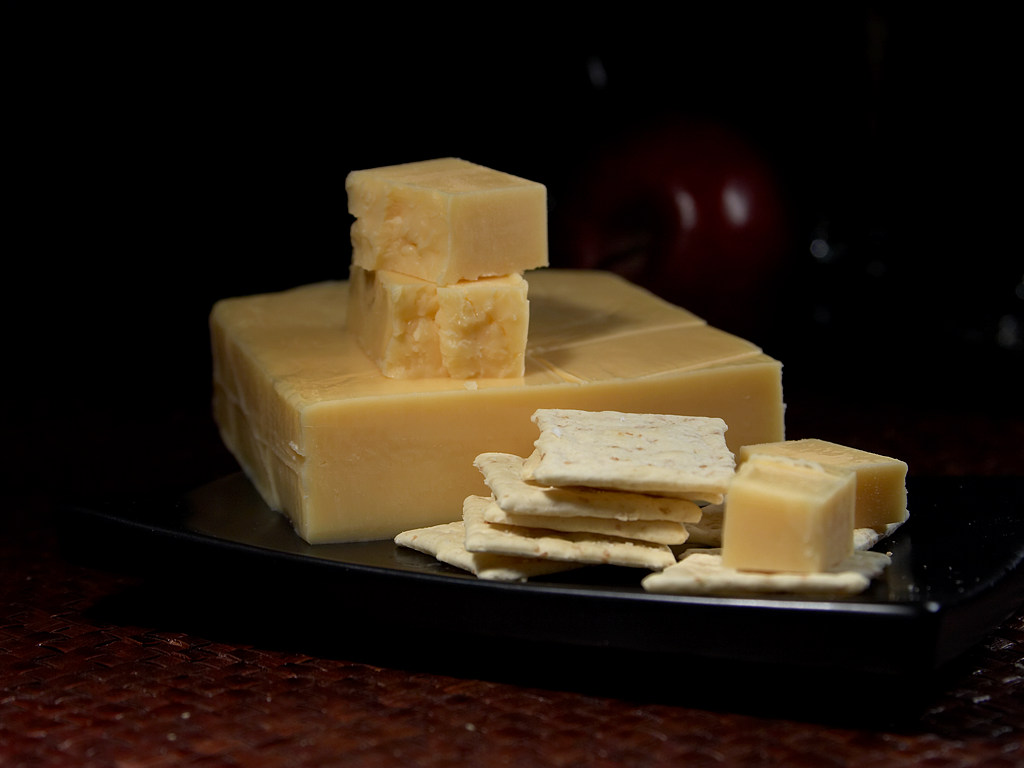
Едам.

- Егмонт — голландський твердий сир.
- Едам — голландський твердий сир із легким гострим смаком.
- Едельтільзітер — австрійський напівтвердий сир з дрібними дірочками.
- Екте Гейтост — норвезький напівтвердий сир, виготовлений суто із козячої молочної сироватки. Сир має солодкий, карамельний смак и коричневий колір.
- Емменталь (емменталер) — швейцарський твердий сир з дуже великими дірками.
- Епуасс (епуас) — французький м'який сир з коров'ячого молока, візитна картка Бургундії.
- Ерв — м'який бельгійський сир, що вироблять з коров'ячого молока. Один з найпопулярніших сирів в Бельгії
- Еторкі — твердий овечий сир, вироблений з найкращих сортів молока високогірних піренейський долин.

## Ж
- Жерве — французький м'який сир. Зазвичай робиться з коров'ячого молока з додаванням вершків.

## З
- Збрінц — швейцарський твердий сир.

## І
- Іллерталер — німецький твердий сир з дірками розміром з вишню, з присмаком горіхів.

## К

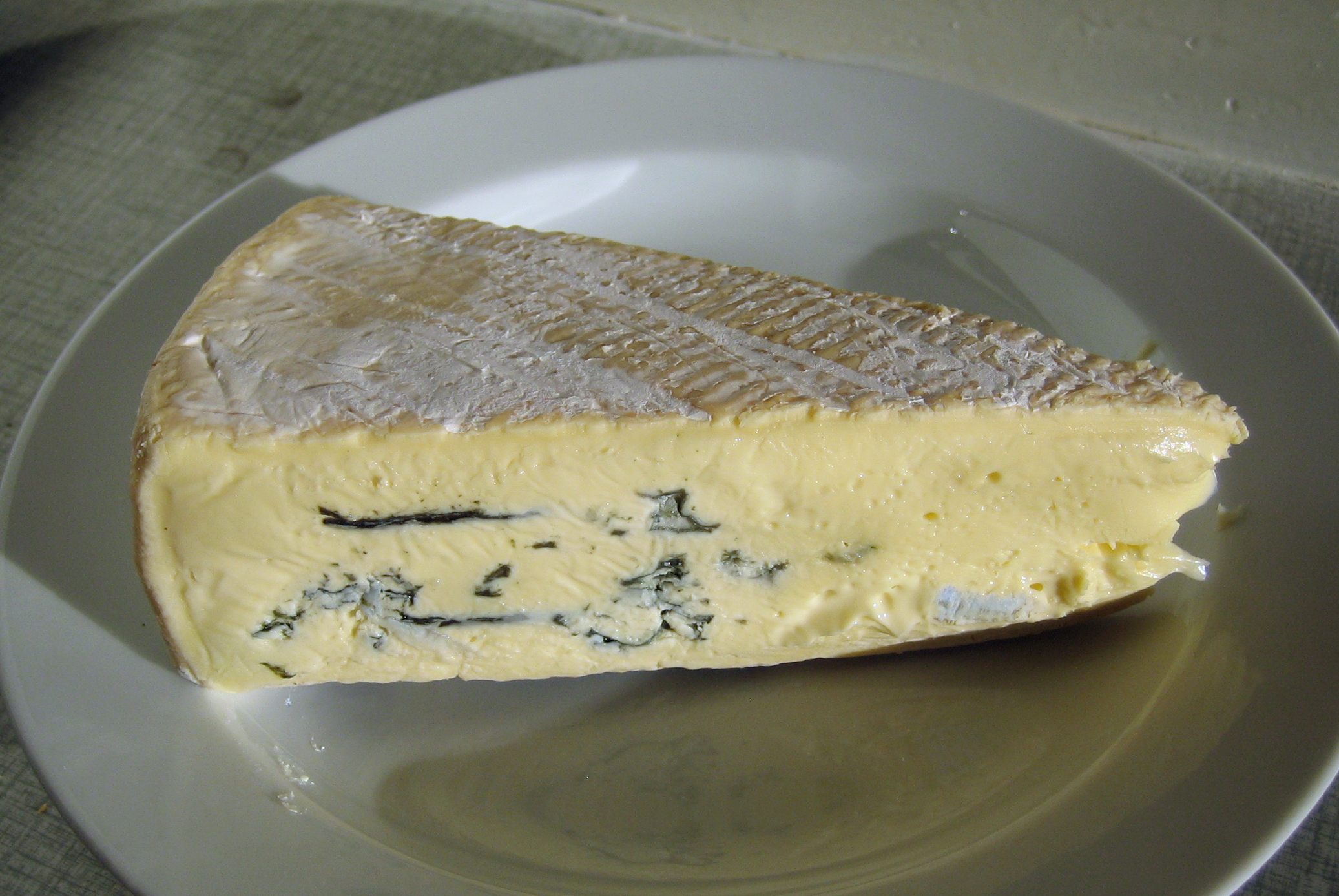
Камбоцола.

- Камамбер — французький м'який сир з гострим запахом, покритий світлою цвіллю. Згідно з легендою, сировар Марія Артіль назвала його так на честь веселого капрала Камамбера — героя популярної казки. Був улюбленим сиром Наполеона.
- Камбоцола — італійський м'який делікатесний сир з білою та блакитною пліснявою.
- Канкуайот — плавлений французький сир з низьким вмістом жиру.
- Канталь — французький сир з коров'ячого молока у вигляді великого кола з грубою золотою кіркою цвілі, а також ніжною на смак м'якоттю.
- Каре — французький м'який сир, покритий білою скоринкою, менш жирний, ніж брі.
- Качіорикота — підкопчений і солоніший різновид італійського сиру рикота.
- Кашкаваль — італійський напівтвердий волокнистий сир.
- Квібілле — шведський блакитний (з цвіллю) сир.
- Кер де Шевр — козячий сир з провінції Пуату, що у Франції, в перекладі з французької означає «козяче серце». Його виготовляють у формі невеликого серця вагою близько 150 г.
- Конте — французький твердий варений сир з м'якоттю ніжно-жовтого кольору і коричнево-золотистою твердою скоринкою. Конте, зроблений влітку, має фруктовий аромат, а зроблений взимку — аромат лісових горіхів.
- Кулом'є — французький м'який сир із скоринкою з білої плісняви.

## Л

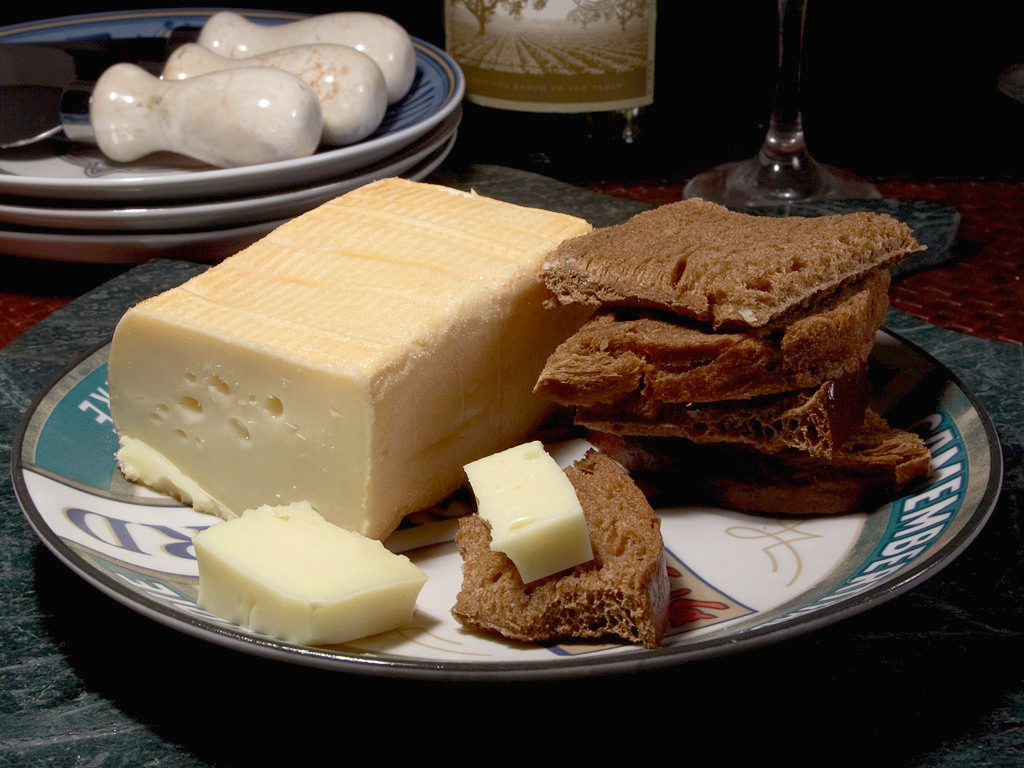
Лімбургер.

- Лайоло — ароматний французький твердий сир, трохи кислуватий на смак. На кожну його головку обов'язково наноситься зображення бика, що є неофіційним символом цього сиру.
- Лангр — французький сир з коров'ячого молока з різким запахом і гострим смаком. При дозріванні його ніколи не перевертають, тому у верхній частині у нього поглиблення, куди гурмани наливають виноградну горілку або шампанське.
- Ларзака — французький овечий солодко-солоний сир, який продають в глиняних гранчаках.
- Латвійський — напівтвердий сир.
- Леєрдаммер — голландський твердий сир з великими дірками.
- Ле-лерен — найдорожчий сорт сиру у Франції, внесений до Книги рекордів Гіннеса.
- Ліваро — французький сир, який роблять на півострові Нормандія. Наприкінці XIX століт ліваро був найпоширенішим сиром у цьому районі, його навіть називали «м'ясом злидарів» за високі поживні властивості. Особливістю ліваро є те, що його п'ять разів обмотують морським очеретом. П'ять смуг відповідають у Франції званню полковника, тому в народі ліваро звуть «полковник».
- Лідеркранц — м'який сир типу брі, найдорожчий сорт сиру в США.
- Лімбургер — сир, що традиційно виробляють у Бельгії, Німеччині і Нідерландах. Сир особливо відомий через свій сильний та їдкий запах.
- Ліптовський — словацький та австрійський сир.
- Ливнянський сир — боснійський сир.

## М

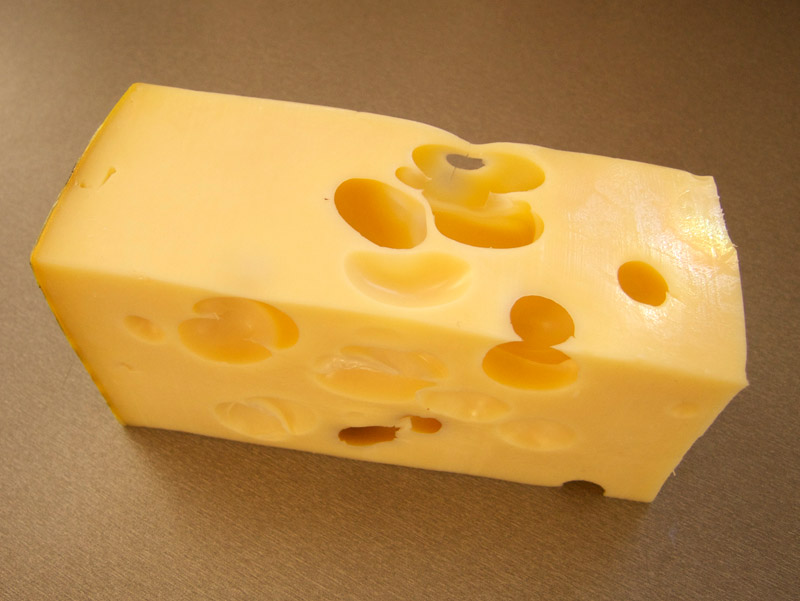
Маасдам.

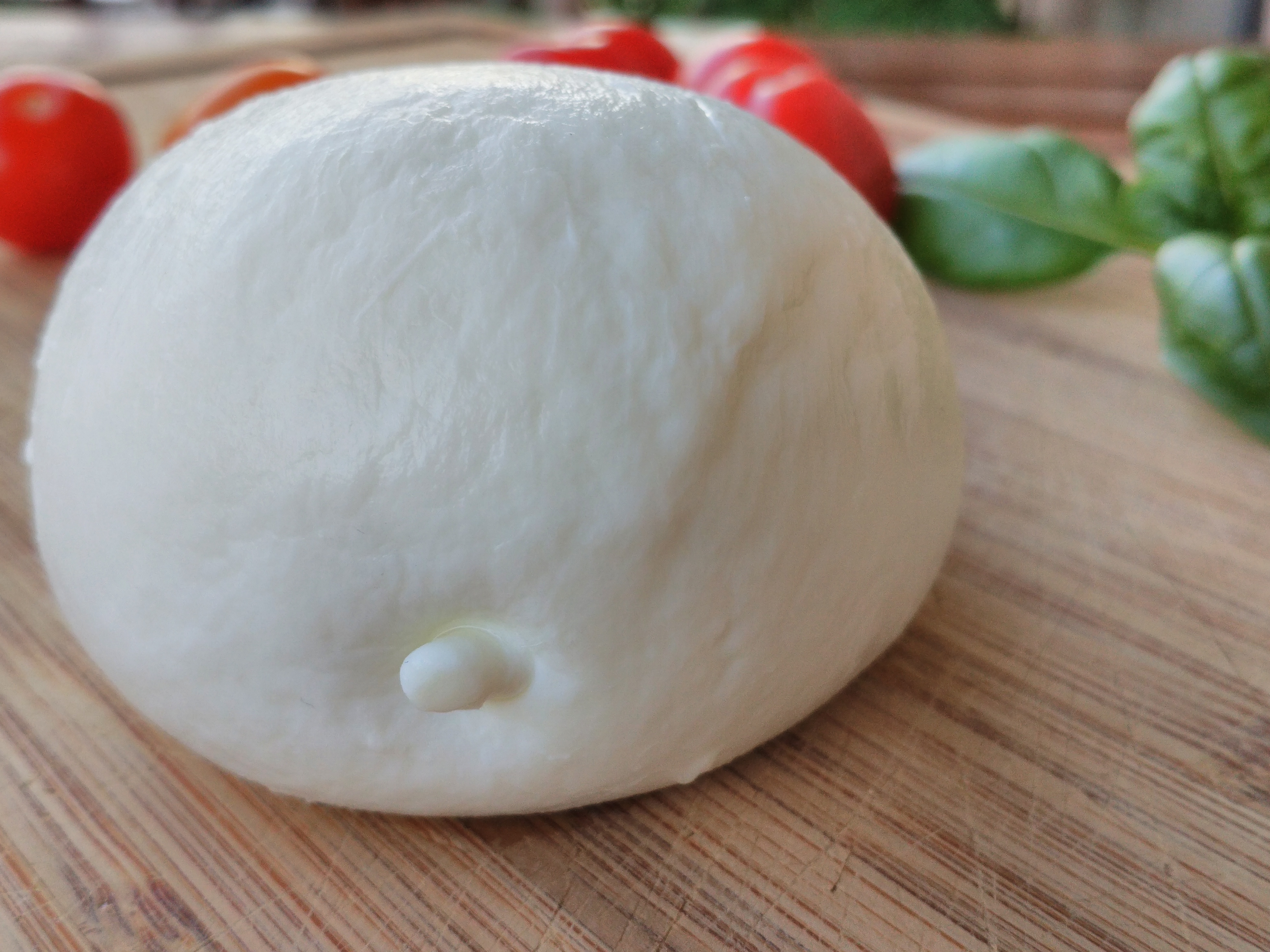
Моцарела.

- Маасдам — голландський твердий сир з великими дірками.
- Магре — шведський низькокалорійний сир з коров'ячого молока, з легким присмаком горіхів.
- Манчего — твердий козячий сир з Іспанії з зеленуватою скоринкою, який кілька місяців витримують у розсолі.
- Марой — французький сир з коров'ячого молока з м'якоттю, квадратної форми, яку французи називають «булижник».
- Маскарпоне — італійський сир, схожий на вершковий ніжний крем з кислинкою. Його використовують для приготування тортів і десертів, без нього не можна зробити справжнє тирамісу. Традиційний продукт Італії, який часто називають сиром, але насправді, він виготовляється з низькокалорійних вершків з вмістом жиру не більше 25 %. Сир відмінно поєднується з фруктами і кавовим лікером.
- Меттон — дуже давній тип французького сиру. Історія його виготовлення в Європі налічує близько 2 500 років, виготовляється із знежиреного молока.
- Мільдзітер — німецький напівтвердий сир.
- Мімолет — французький твердий сир у вигляді кулі з сіркою скоринкою, червонуватий всередині, французи називають його «Лілльська куля». Це улюблений сир Шарля де Голля, який сам був родом з Лілля. На шкірці сиру спеціально поселяють мікроскопічного кліща. Він прогризає в скоринці найдрібніші ходи, завдяки яким сир «дихає». Щоб кліщик не застоювався в одному місці, кулю періодично труть щіткою та перевертають.
- Мірабо — німецький м'який делікатесний сир з білою пліснявою.
- Мондзеєр — австрійський напівтвердий сир з яскравою їстівної помаранчевою скоринкою.
- Монтаньоло — італійський м'який делікатесний сир з шляхетною блакитною пліснявою.
- Моосбахер — австрійський напівтвердий сир з червоною скоринкою і великими дірками, має присмак меду і волоських горіхів. Його продають загорнутим у лляне полотно.
- Морб'є — французький сир з коров'ячого молока з незвичним прошарком деревної золи усередині кружаля й ніжним фруктовим смаком.
- Мотал — вірменський і азербайджанський м'який розсільний сир з козячого або овечого молока.
- Моцарела — м'який волокнистий італійський сир з молока буйволиць, його регулярно подають на стіл англійської королеви. Найкращий сир для італійської піци.
- Мюнстер — один з найблагородніших м'яких французьких сирів з червонуватою скоринкою, рецепт якого винайшли ченці-бенедиктинці в VII столітті.

## Н

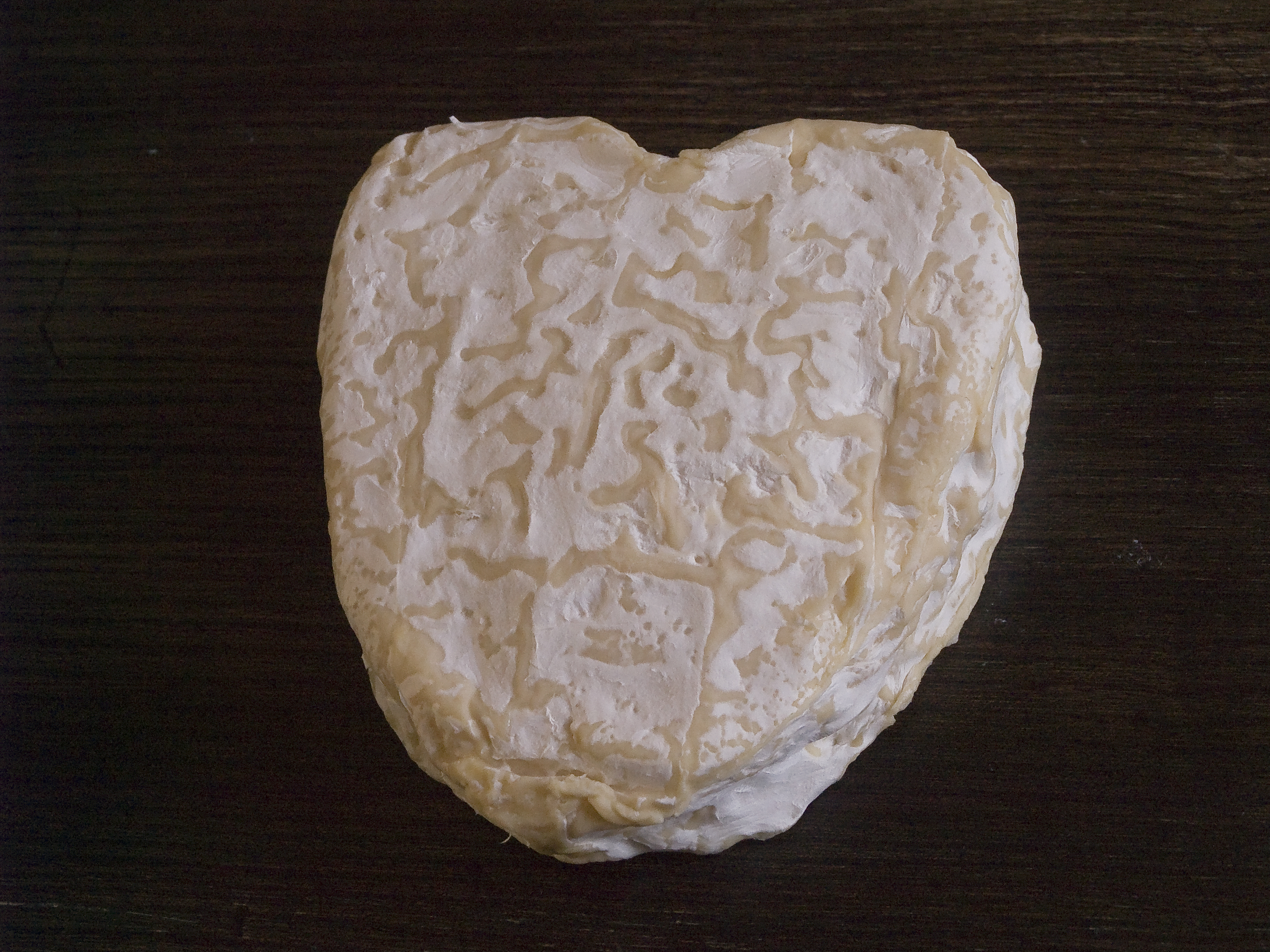
Нешатель.

- Натура — шведський напівтвердий сир з коров'ячого молока з вершковим смаком. Виробляється часто з наповнювачами — цибулею, кропом, часником.
- Нешатель — французький м'який сир з коров'ячого молока з скориночкою, вкритою цвіллю. Він буває 6 форм, але найвідоміша — серце. Кажуть, що її придумали нормандські селянки, щоб продемонструвати свої почуття заїжджим англійським солдатам у Середньовічні часи.
- Нямунас — литовський м'який сир.

## О
- Ольтерман (ольтермані) — фінський твердий сир з вершковим смаком.
- Осетинський сир — страва осетинської кухні.
- Оссо-Іраті — маловідомий овечий сир, у Піренеях дуже популярний. Назва походить від імені долини Оссо (ісп. Ossau), розташованої в Піренеях, і букового лісу Іраті (ісп. Iraty) в Країні Басків. Дозрівання оссо-іраті проходить в спеціальних укриттях, викладених з каменю в горах. У долині Оссо ці споруди називають «кайоларс», а в Країні Басків — «кахулас».
- Остеркорн — австрійський блакитний сир (з цвіллю).
- Осципек (Оштєпок) — словацький та польський копчений овечий сир веретеноподібної форми.

## П

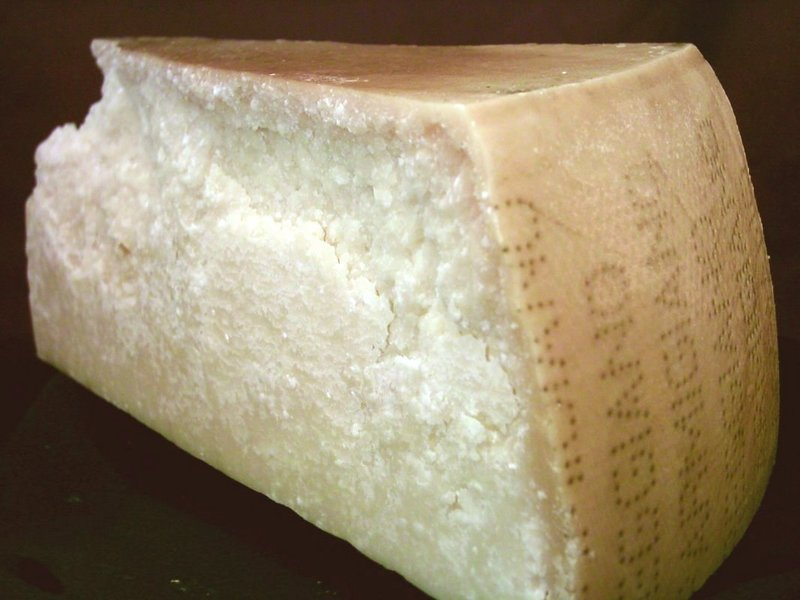
Пармезан.

- Пармезан — один з найдавніших сирів, перша згадка про нього відноситься до XIII століття. У справу йде суто свіже молоко, його не піддають ніякій механічній обробці, навіть вершки частково видаляють. Надзвичайно твердий італійський сир, який можна зберігати кілька років, він майже не ріжеться ножем, тому його зберігають натертим (в пляшках) і використовують для посипання страв (наприклад, спагеті).
- Пастор — козячий або овечий іспанський твердий сир.
- Пекоріно — велике сімейство італійських сирів, що виробляються з овечого молока.
- Пелардон — французький м'який козячий сир з різким ароматом. Він був відомий ще за часів Стародавнього Риму, його опис можна прочитати в трактаті Плінія «Природна історія».
- Пікодон — традиційний французький козячий сир у формі невеликої шайби діаметром 7 см і завтовшки від 1 до 3 см, з солодко-солоно-кислуватим смаком.
- Понлевек — французький м'який сир з коров'ячого молока, квадратної форми, досить пахучий.
- Проволоне — італійський напівтвердий волокнистий сир.
- Пулиньї-сен-П'єр — французи називають цей козячий сир із блакитнуватою скоринкою «Ейфелевою вежею» за витягнуту пірамідальну форму. Традиційно цей сир роблять тільки жінки.

## Р

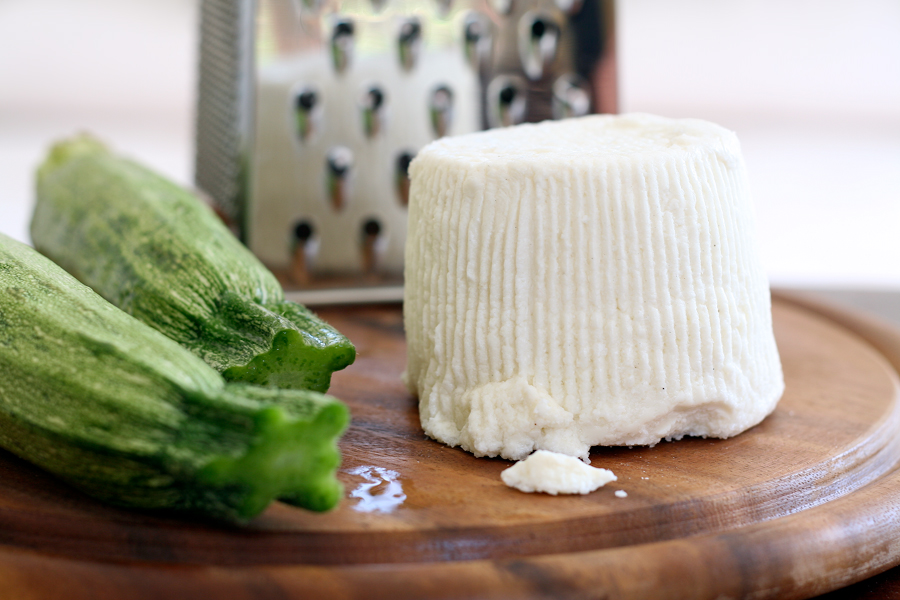
Рикота.

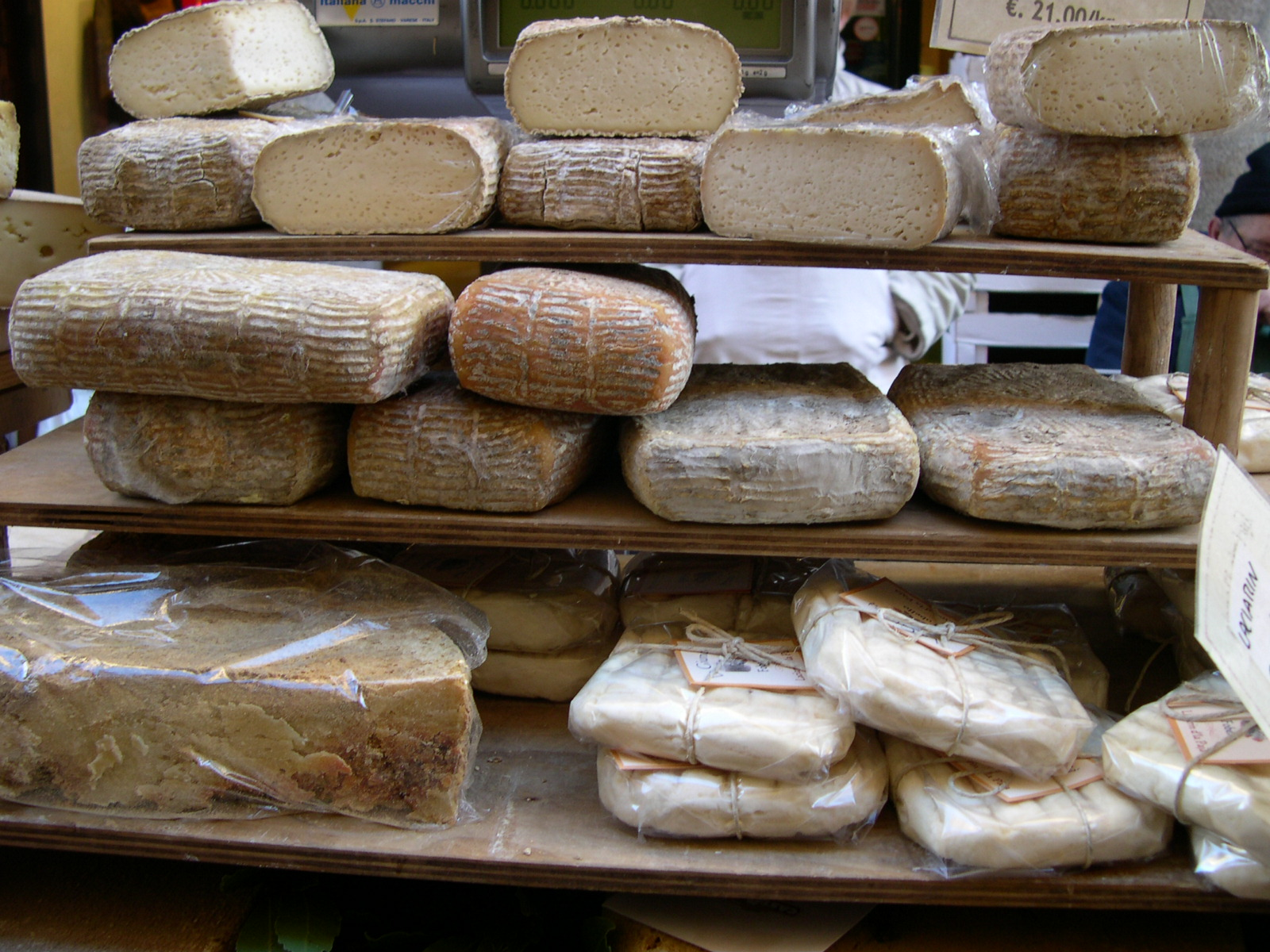
Робіола.

- Радамер — голландський твердий сир.
- Раклет — швейцарський напівтвердий сир з ніжною і маслянистою м'якоттю, який використовують для приготування однойменного національної страви — розплавлених шматочків сиру.
- Рамболь — делікатесний плавлений сир з добавками — травами, рибою, горіхами.
- Реблошен (реблошон) — французький м'який сир з коров'ячого молока (обов'язково від корів трьох різних порід), солонуватий, з горіховим присмаком. Буває двох різновидів: селянський і фруктовий.
- Регата — ірландський твердий сир, що нагадує пармезан.
- Реджіан — різновид пармезану.
- Ріддар — шведський твердий сир з дрібними дірочками.
- Рикота — ніжний італійський сир з кислуватим смаком, який зріє в кошиках 10-15 днів.
- Робіола — італійський м'який білий сир.
- Рокамадур — французький м'який козячий сир.
- Рокішкіс — литовський твердий сир.
- Рокфор — блакитний сир з овечого молока, м'який, у вічках якого — синьо-зелена хлібна цвіль, що надає сиру гострий і злегка перцевий смак, збуджують апетит. Для його нарізання придумали спеціальний верстат з дротом замість ножа, щоб при нарізуванні не зім'яти дорогоцінну цвіль.
- Роло — м'який коров'ячий сир у формі сердечка або круглий, походить з Франції.
- Романо — італійський твердий сир.
- Роталлер — німецький твердий сир з великими дірочками.
- Ружетт — м'який делікатесний французький сир з червоно-білою кіркою.

## С
- Салер — французький сир з коров'ячого молока. Називають «високогірним», тому що його виготовляють лише на віддалених пасовищах, сир залишається і донині чисто селянським, промислово його не виробляють.
- Салямі — твердий сир з дрібними дірочками у формі батона ковбаси.
- Сваля — литовський твердий сир з дрібними дірочками.
- Сель-сюр-Шер — французький м'який козячий сир з темною скоринкою, покритою вугільним пилом.
- Сен-Нектер — французький м'який сир з коров'ячого молока з твердою скоринкою, яка пахне соломою і вівсом.
- Сент-Агюр — блакитний сир, близький за смаком до рокфору.
- Сент-мор де Турен — французький козячий сир у формі циліндричного полінця, через центр якого проходить довга соломинка для вентиляції. Історичні документи свідчать про те, що традиції виготовлення цього сиру зародилися в епоху правління Каролінгів, тобто в VIII-IX століттях.
- Сент-Северин — м'який сир з червонуватою скоринкою. Єдиний в Австрії, який досі виготовляють у монастирі.
- Стілтон — англійський блакитний сир (з цвіллю) з коров'ячого молока, має сухе і шорстке кільце кремового кольору та численні блакитні прожилки.
- Страчіно — італійський м'якій сир.
- Сулугуні — кавказький ропний (тобто дозріваючий в розсолі) сир, пружний і волокнистий.
- Сумуштіно — литовський твердий сир.

## Т

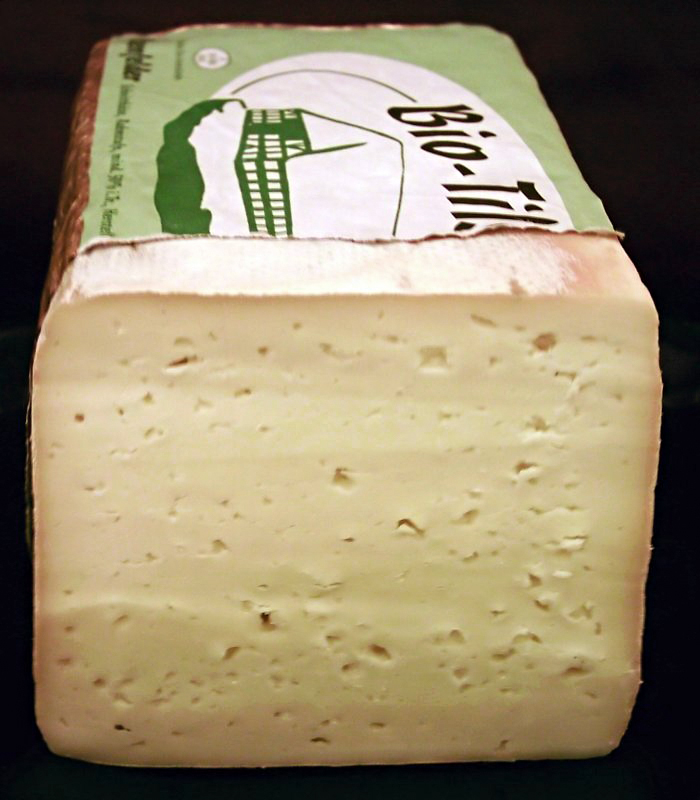
Тільзітер.

- Таледжіо — італійський ароматний м'який сир.
- Тангі — дуже специфічний блакитний (з цвіллю) сир з козячого молока.
- Тартар — французький свіжий сир (схожий на домашній сир).
- Тенілі — волокнистий витяжний сир з грузинського історичного регіону Месхетія.
- Тільжес — литовський твердий сир.
- Тільзітер — австрійський напівтвердий сир.
- Тільсберг — австрійський напівтвердий сир з пікантним, ніжно-пряним смаком.
- Траунгольд — австрійський напівтвердий сир.
- Траутенфельцер — австрійський блакитний сир з цвіллю двох видів: блакитної всередині та білої зовні.
- Трюф'є — шляхетний твердий сир з півдня Франції.
- Томет — дуже сухий і твердий сир (він навіть не ріжеться, а тріскається і кришиться) з сильно вираженим смаком, витриманий протягом 6 місяців і більше. Зроблений з цільного козячого молока за традиційними французькими технологіями. Під час дозрівання його миють і перевертають тричі на тиждень. Часто томет помилково називають «пармезаном з козячого молока».

## Ф

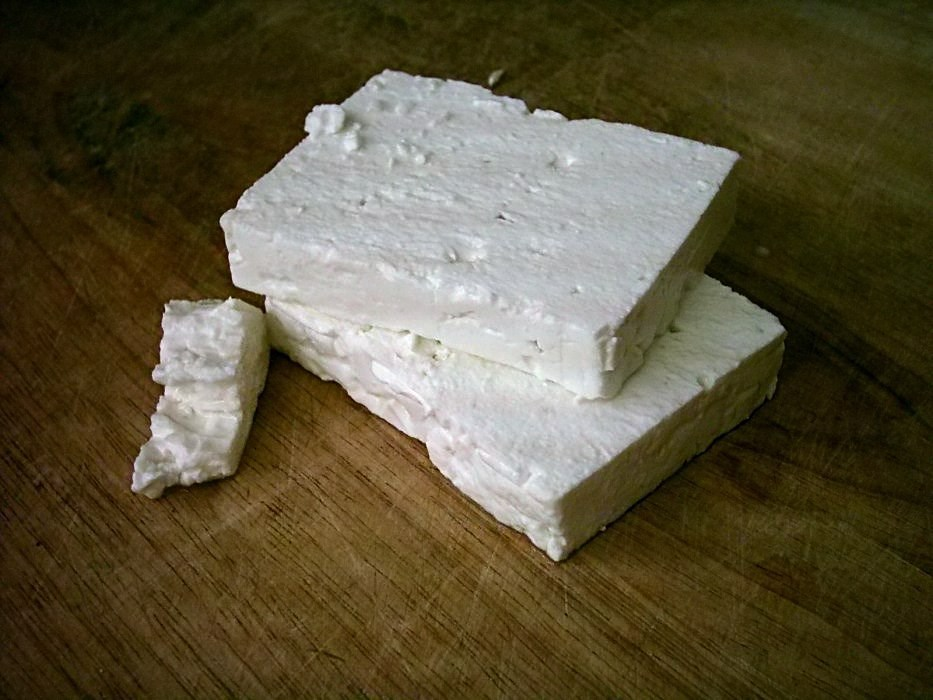
Фетакі.

- Фета (Фетакі) — ропний сир родом з Корсики, його відрізняють гострий смак, білий колір і розсипчаста структура.
- Фльотемюсост — норвезький сир, один из видів бруноста.
- Фоль епі — французький напівтвердий сир у хлібній скоринці, з ніжним фруктовим смаком.
- Фонтіно — італійський гострий жовтий сир.
- Фрешіно — німецький свіжий (молодий) сир з вершковим смаком.
- Фрібург — швейцарський твердий сир.
- Фрума д'Амбер — французький сир з коров'ячого молока з вкрапленнями цвілі. Його вкриває тонка суха скоринка сірого або червонуватого кольору.

## Х

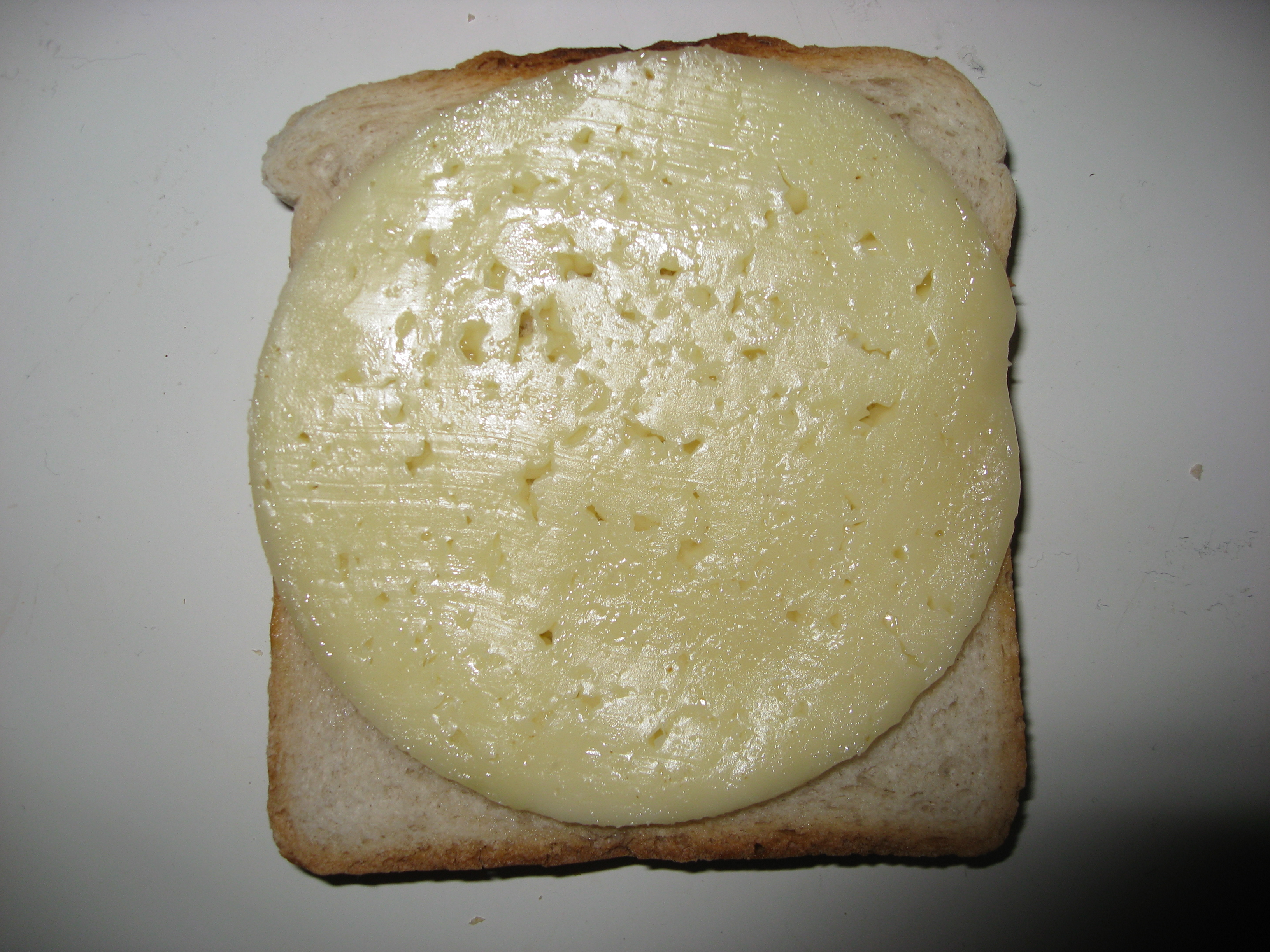
Хаварті.

- Хаварті — твердий ароматний сир, популярний в Канаді та США.
- Хусхол — шведський твердий сир.

## Ч
- Чанах — Ропний сир з овечого молока. Походить з Північного Кавказу.
- Чеддер (чеддар) — напівтвердий сир з коров'ячого молока, найпопулярніший в Англії. Має приємний кислуватий смак, в середині практично без «очок».
- Честер (чеширський) — англійська м'який білий сир, який готували в графстві Чешир і надавали йому форми усміхненої котячої голови. Звідси й однойменний персонаж у казці Л. Керролла «Аліса в країні чудес».
- Чешир — англійський напівтвердий сир з коров'ячого молока.
- Чечиль — волокнистий ропний сир, якому часто надають форму тугої кіски.
- Червоний сокіл — американський сир.

## Ш

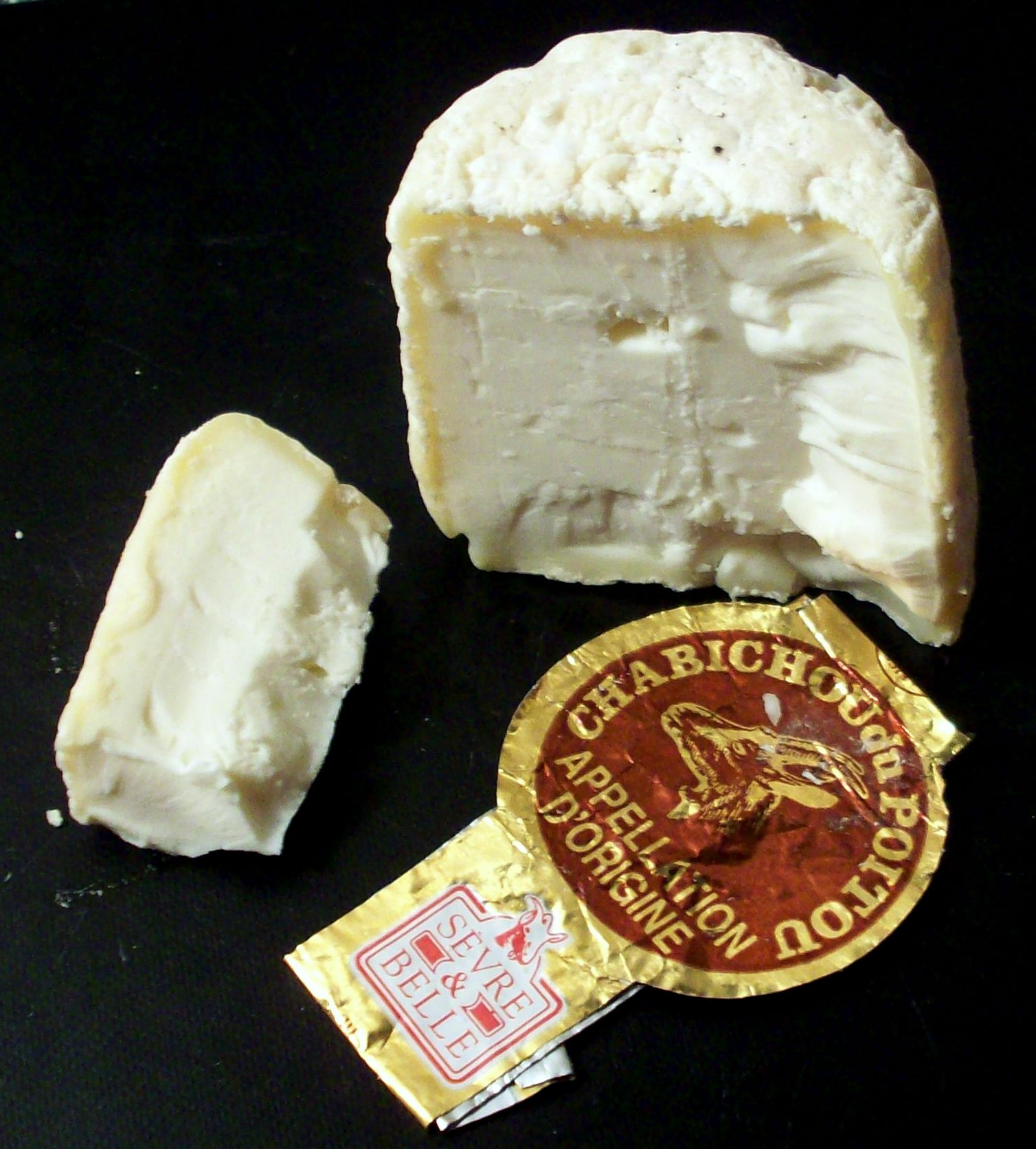
Шабішу.

- Шабішу — найвідоміша марка французького козячого сиру. Циліндричної форми, що звужується до верху, з скоринкою, вкритою цвіллю.
- Шавіньоль (Кротен-де-Шавіньоль) — французький м'який козячий сир. Його почали робити в XVI столітті дружини селян і виноградарів. Маленькі кругляші козячого сиру було зручно загортати у вузлик чоловікам, що вирушали на цілий день у поле.
- Шавро — французький м'який козячий сир.
- Шаурс — французький м'який сир з коров'ячого молока, з ароматом грибів і лісових горіхів, вкритий товстим шаром білої плісняви.
- Швейцарський — сир з коров'ячого молока, пряного, солодкуватого смаку, з дірками до 4 см у діаметрі. Вага головки може бути від 50 до 100 кілограмів, на її виготовлення йде все молоко від одного надою стада.
- Шом — французький м'який сир.

## Я
- Ярлсберг — напівтвердий норвезький сир з коров'ячого молока. Молодий сир (2-3 місяці) має нотки лимонної цедри та значні вічка.